# Trienopa walkeri
Trienopa walkeri är en insektsart som beskrevs av Metcalf 1958. Trienopa walkeri ingår i släktet Trienopa och familjen sköldstritar. Inga underarter finns listade i Catalogue of Life.